# プランテーション (フロリダ州)
プランテーション （英: Plantation）は、アメリカ合衆国フロリダ州南部ブロワード郡の都市。人口は9万1750人（2020年）。マイアミ都市圏に属している。
市名は、市域の土地の所有者だったエバーグレーズ・プランテーション・カンパニーから来ている。2005年10月24日のハリケーン・ウィルマでは大きな損害を受けた。
プランテーションは多くの人気ある映画の撮影場所に使われた。1998年の映画『メリーに首ったけ』に出てきた高校は、実際にはプランテーション市73番アベニュー北西400と5番通り北西の角にあるプランテーション市役所である。ローリングヒルズ・ゴルフコースは、近年グランド・オークスと改名したが、有名な映画『ボールズ・ボールズ(Caddyshack)』のプールのシーンが撮影された場所である。

## 地理
プランテーション市は北緯26度7分28秒 西経80度14分58秒 / 北緯26.12444度 西経80.24944度 (26.124354, −80.249503)に位置している。
アメリカ合衆国国勢調査局に拠れば、市域全面積は22.80平方マイル (59 km2)であり、このうち陸地21.74平方マイル (56 km2)、水域は0.19平方マイル (0 km2)で水域率は0.87%である
プランテーションはブロワード郡の中央にある。市の北東はローダーヒル、北と西はサンライズ、南はデイビー、東はフォートローダーデールと接している。

## 経済
DHLのアメリカ向け世界本社がプランテーションにある。アメリカン・インターコンティネンタル大学が地域にあり、フェニックス大学と共にノースパイン・アイランド道路沿いにある。エスペラント言語機関の本部がプランテーションにある。アビアンカ航空がプランテーションの南大学ドライブ262で、フォートローダーデール地域販売事務所を運営している。グッドウィン・バイオテクノロジーがプランテーションに本社を置いている。
プランテーション市内には2つのショッピングモールがあり、互いに通り向かいに位置していた。ウェストフィールド・ブロワード・モール（ブロワード大通りの南）と、ファッション・モール（同じく北）である。ファッション・モール/エグゼクティブ・パビリオンは長年、店舗があまり入っていなかったが、2007年4月に閉鎖された。その跡は2010年に競売に掛けられることになっていたが、資産の所有者が法定費用を払った後で、競売が中止になった。
推計3億5千万ドルのプロジェクトが、広さ850エーカー (3.4 km2) のプランテーション・ミッドタウンの主要部であり、プランテーションを地域に中心に変えることが期待されている。ミッドタウン地域のマスタープランでは多目的な使い方が計画されている。このプロジェクトの法律顧問であり、LEED（エネルギーと環境デザインにおける指導力）認証専門家であるグリーンバーグ・トラウリグ, P.A. のポール・ダレリは、「市のミッドタウンに対するマスタープランで多目的が重要要素であるだけでなく、それが持続可能な発展を生み出すので、追い詰められたファッション・モールを再配置する際に重要な検討項目である」と語っている。

## 人口動態
| プランテーションの人口         | プランテーションの人口 | プランテーションの人口 | プランテーションの人口 |
| 2010年国勢調査                 | プランテーション市     | ブロワード郡           | フロリダ州             |
| ------------------------------ | ---------------------- | ---------------------- | ---------------------- |
| 総人口（人）                   | 84,955                 | 1,748,066              | 18,801,310             |
| 2000年から2010の増減率         | +2.4%                  | +7.7%                  | +17.6%                 |
| 人口密度（人/平方マイル）      | 3,907.4                | 1,444.9                | 350.6                  |
| 白人（ヒスパニック白人を含む） | 69.9%                  | 63.1%                  | 75.0%                  |
| （非ヒスパニック白人）         | 53.7%                  | 43.5%                  | 57.9%                  |
| アフリカン・アメリカン         | 20.3%                  | 26.7%                  | 16.0%                  |
| ヒスパニック・ラテン系         | 20.4%                  | 25.1%                  | 22.5%                  |
| アジア人                       | 3.9%                   | 3.2%                   | 2.4%                   |
| ネイティブ・アメリカン         | 0.2%                   | 0.3%                   | 0.4%                   |
| 太平洋諸島系                   | 0.1%                   | 0.1%                   | 0.1%                   |
| 混血                           | 2.9%                   | 2.9%                   | 2.5%                   |
| その他の人種                   | 4.2%                   | 3.7%                   | 3.6%                   |

2010年時点の住居数: 37,587 軒、うち9.0%は空室
以下は2000年国勢調査による人口統計データである。
| 世帯と家族（対世帯数） - 18歳未満の子供がいる: 30.9% - 結婚・同居している夫婦: 52.0% - 未婚・離婚・死別女性が世帯主: 11.2% - 非家族世帯: 33.2% - 単身世帯: 25.8% - 65歳以上の老人1人暮らし: 8.5% - 平均構成人数 - 世帯: 2.48人 - 家族: 3.02人 年齢別人口構成 - 18歳未満: 23.1% - 18-24歳: 7.1% - 25-44歳: 32.0% - 45-64歳: 24.7% - 65歳以上: 13.1% - 年齢の中央値: 38歳 - 性比（女性100人あたり男性の人口） - 総人口: 90.6 - 18歳以上: 86.2 | 収入と家計（2007年の推計） - 収入の中央値 - 世帯: 66,135米ドル - 家族: 80,434米ドル - 性別 - 男性: 44,838米ドル - 女性: 32,360米ドル - 人口1人あたり収入: 28,250米ドル - 貧困線以下 - 対人口: 6.4% - 対家族数: 4.3% - 18歳未満: 6.1% - 65歳以上: 6.7% | 言語による構成 - 英語：78.00% - スペイン語：13.00% - フランス・クレオール語：2.24% - フランス語: 1.30% - ヘブライ語: 0.72% - ポルトガル語: 0.71% - イタリア語: 0.58% - ドイツ語: 0.54% - アラビア語: 0.46% |

## 教育
プランテーション市の公共教育はブロワード郡公共教育学区が運営している。
公立高校
- プランテーション高校
- 南プランテーション高校

公立中学校
- ベア中学校（プランテーション市の一部に対応）
- プランテーション中学校
- セミノール中学校

公立小学校
- セントラルパーク小学校
- ミラーレイク小学校
- ピーターズ小学校
- プランテーション小学校
- プランテーションパーク小学校
- ソーグラス小学校（プランテーション市の一部に対応）
- トロピカル小学校

私立学校
- アメリカン・ヘリテージ学校
- アメリカン・アカデミー
- ブレイク学校
- アワー・セイバー・ルーテラン
- セントグレゴリー教区学校

高等教育機関
- フェニックス大学

## メディア
プランテーション市はマイアミ・フォートローダーデール・ハリウッド・メディア市場に属しており、この市場は全米第12位のラジオ市場である。またテレビ市場では全米第17位である。
主要日刊紙は「南フロリダ・サン・センティネル」と「ザ・マイアミ・ヘラルド」があり、そのスペイン語版がそれぞれ「エル・センティネル」と「エル・ヌエボ・ヘラルド」である。「プランテーション・クオータリー」という季刊のニュース雑誌も発行されている。

## 著名な出身者
- ルイス・カスティーヨ、メジャーリーグベースボール選手、フロリダ・マーリンズ他
- キャンディス・キャメロン・ブレ、女優、夫はNHLの選手だったワレリー・ブレ
- ファット・ジョー、ラッパー
- チャド・ジョンソン、NFLアメリカンフットボール選手、シンシナティ・ベンガルズ、ニューイングランド・ペイトリオッツ、マイアミ・ドルフィンズ
- カール・ハイアセン、小説家、ジャーナリスト
- ジェームズ・ランディ、奇術師、疑似科学批評家[20]
- ダレル・リーヴィス、NFLアメリカンフットボール選手、ニューヨーク・ジェッツ
- コディ・ロス、メジャーリーグベースボール選手、フロリダ・マーリンズ他
- スローン・スティーブンス、女子プロテニス選手
- アレン・ウェスト、フロリダ州選出アメリカ合衆国下院議員
- ロビー・ウィドランスキー、プロ野球選手
- XXXテンタシオン、ラッパー

## 年譜
- 1838年 – パインアイランドリッジの戦い – セミノール戦争の一部
- 1906年 – ウォルター・ホロウェイ大尉が農業開発のためにエバーグレーズの水を抜こうとしたが失敗した。大きな運河がプランテーションを南北に通った
- 1911年 – 州内で最初の木製閘門であるスウェル閘門が、フロリダ州道84号線に並ぶニュー川運河に造られた
- 1941年 – フレデリック・C・ピーターズが10,000エーカー (40 km2) の土地を1エーカー (4,000 m2) 当たり25ドルで購入した。土地はエバーグレーズ・プランテーション・カンパニーが所有していた。ブロワード大通りは2車線の道路だった
- 1947年 – ショーンシー・クラークが最初の住宅を建てた。土地の価格は1エーカーあたり200ドルだった。ハリケーンによって一帯は水に浸かった
- 1948年 – この地域には12軒の家屋があった。人口は36人だった
- 1949年 – プランテーション女性クラブが設立された。アブラム・ホフマンがプランテーションの家屋所有者の組織を設立した。住戸総数は40戸だった
- 1950年 – 人口は200人を超えた。プランテーション・ゴルフクラブが設立された
- 1953年 – 4月30日、エルスワース・D・ゲイジが初代市長に指名された。プランテーションは市として法人化され、市政委員会の最初の会合は5月11日に開催された。ブロワード大通りは4車線に拡張された。人口は475人だった
- 1955年 – S・ロビンソン・エスティが市長に選出された。元は副保安官だった。プランテーション警察署が組織された
- 1957年 – プランテーションで初の工場であるエアパックス・プロダクツ, Co. がサンライズ大通り沿いにできた。プランテーション市自警消防団が組織された
- 1958年 – 人口が1,600人を超えた
- 1959年 – ジェイムズ・ウォード・ジュニアが市長に選出された。初の学校であるベレニス・T・ピーターズ小学校が開校した
- 1961年 – プランテーション図書館が設立され、ヘレン・B・ホフマンが館長になった
- 1962年 – エドウィン・ダイクがホフマン・ビルの拡張と改修のために10万ドルを寄付した。後にダイク公会堂と改名された。商工会議所が設立された
- 1963年 – ラッセル・パンコーストが設計したコミュニティセンターが建設され、市の10周年の記念日に開館した
- 1965年 – 人口が 6,500人を超えた
- 1969年 – モトローラが市内に施設を開所した
- 1970年 – ガルフストリーム・ランド・アンド・デベロップメント会社が、ジャカランダ地域社会開発のために5,400エーカー (22 km2) の土地を購入した。人口は 23,000人を超えた
- 1973年 – プランテーション市役所がオープンし、ダイク公会堂が除幕された
- 1974年 – プランテーション歴史協会が、ジェネビーブ・ベルトリ、ドロシー・オヘア、ロイス・ブリックハウス、マリリン・キングによって設立された
- 1975年 – フランク・ベルトリが市長に選出された。アメリカン・エキスプレスが南部地域オペレーションセンターをプランテーションに移転させた。人口は40,200人となった。市の年間予算は4,229,569ドルだった
- 1978年 – ブロワード・モールがオープンした。床面積は100万平方フィート (93,000 m2)
- 1980年 – プランテーション歴史博物館が設立された。人口は48,653人
- 1981年 – プランテーション図書館がヘレン・B・ホフマン・プランテーション図書館と改名された。
- 1982年 – 人口が5万人を超えた。市の年間予算は1,200万ドルとなった
- 1985年 – プランテーション歴史博物館が建設された
- 1988年 – ファウンテンズ・ショッピングモールがオープンした。床面積は45万平方フィート (42,000 m2)。ファッション・モールもオープンした。床面積は66万平方フィート (61,000 m2)
- 1990年 – 人口が65,000人を超えた。市の予算は6,400万ドルとなった。セントラルパーク小学校が開校した
- 1991年 – ハートフォーズ・コーナーストーンの第1期がオープンした
- 1993年 – ケンパー・ナショナル・サービスがプランテーションで運営を始めた
- 1994年 – 人口が 73,500人を超えた
- 1996年 – アトランタオリンピックの聖火リレーがプランテーションを通った
- 1997年 – 人口は 78,000人に達した。市予算は8,000万ドルを超えた
- 1999年 – レイ・キャロル・アームストロングが市長に選出された。床面積11,500平方フィート (1,070 m2) のボランティア・パーク・コミュニティセンターが開館した
- 2000年 – 人口が 84,500人に達した。出身民族の数は 55 となった。大統領選挙が遅れた。プランテーション小学校が新しい場所に移転した。ジム・ウォード・コミュニティセンターのために起工式が行われた
- 2001年 – ハッピー・テイルズ・ドッグ・パークの起工式が行われた。多文化庭園がパークイーストにオープンした。地域バス便の運行が始まった
- 2002年 – ジム・ウォード・コミュニティセンターがオープンした。床面積は16,000平方フィート (1,500 m2)。ジャック・カーター公園が開所。ハッピー・テイルズ・ドッグ・パーク開所
- 2005年 – ハリケーン・ウィルマがプランテーションを襲い、著しい被害を出させた
- 2008年 – 財団のアメリカズ・プロマイズ・アライアンスがプランテーションを、若者のための町100傑の1つに選んだ[21]